# Haritalodes barbuti
Haritalodes barbuti là một loài bướm đêm trong họ Crambidae.